# Rosalija Ossipowna Schor
Rosalija Ossipowna Schor (russisch Розалия Осиповна Шор; * 12. Junijul. / 24. Juni 1894greg. in Kaunas, Gouvernement Kowno, Russisches Kaiserreich; † 18. März 1939 in Moskau, Sowjetunion) war eine sowjetische Sprachwissenschaftlerin und Literaturhistorikerin.

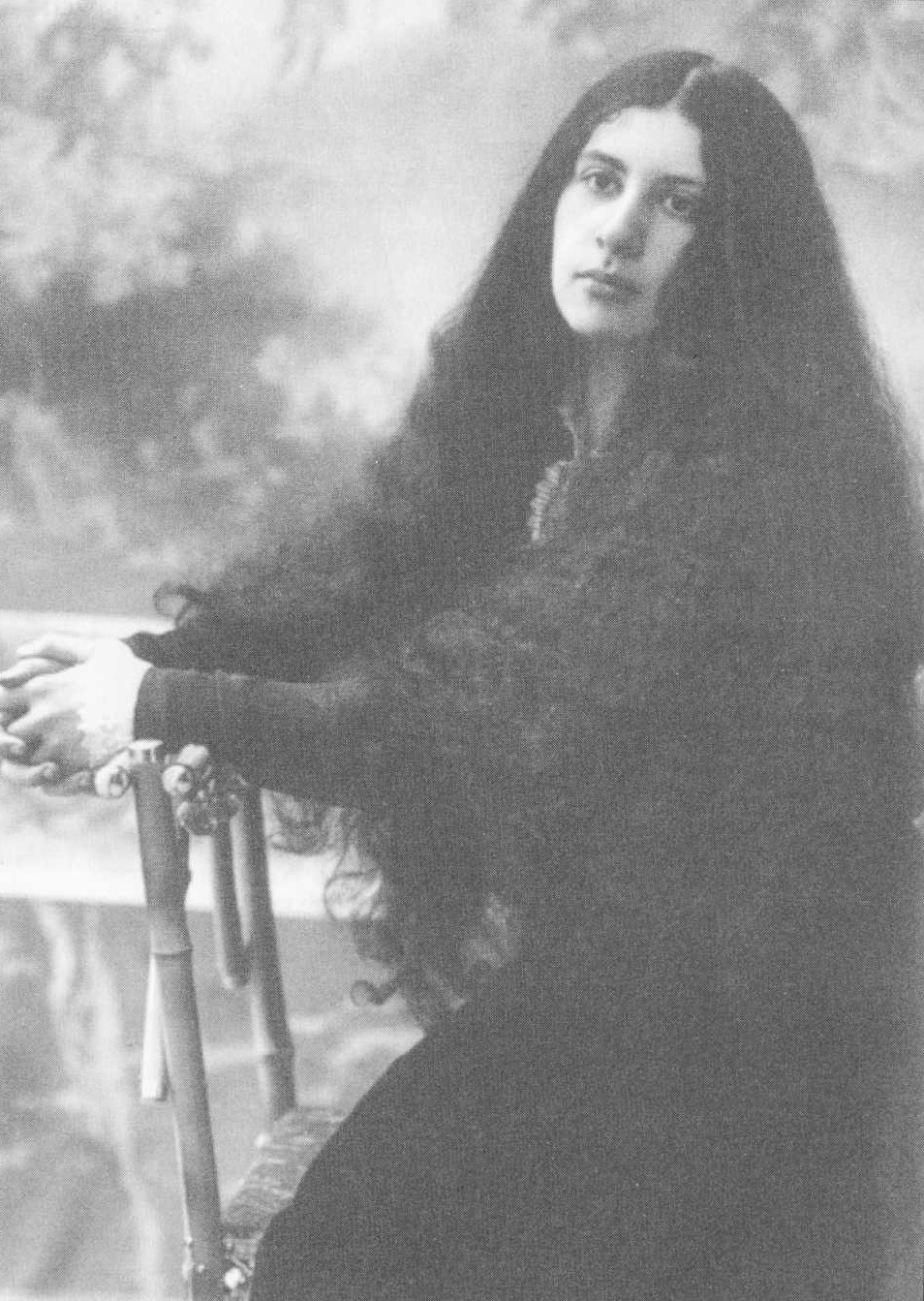
Rosalija Schor 1914

1919 schloss sie ihr Studium an der zweiten Moskauer Staatsuniversität ab. Von 1934 bis 1939 war sie Professorin am N.-G.-Tschernyschewski-Institut für Philosophie, Literatur und Geschichte. Sie gilt als die erste Linguistin der Sowjetunion.
Schor starb 1939 in Moskau an Brustkrebs und wurde auf dem Nowodewitschi-Friedhof begraben.
Ihre Tochter mit Nikolai Sergejewitsch Tschemodanow, Jewgenija Nikolajewna Schor, ist ebenfalls Philologin geworden.